# Bernard I. Brunšvicko-Lüneburský
Bernard I. Brunšvicko-Lüneburský (1358/1364 – 11. června 1434, Celle) byl brunšvicko-lüneburský vévoda.

## Život
Bernard se narodil jako druhý syn Magnuse II. Brunšvicko-Lüneburského a jeho manželky Kateřiny Anhaltsko-Bernburské. Po smrti otce v roce 1373 se on a jeho bratři dohodli s askánskými vévody ze Saska-Wittenbergu na střídavém vládnutí v Lüneburském knížectví. Od roku 1375 se Bernard účastnil vlády de jure a od roku 1385 de facto.
Po zavraždění nejstaršího bratra Fridricha v roce 1400 podnikl Bernard s bratrem Jindřichem odvetné tažení proti Mohučskému kurfiřtství a hrabství Waldeck, neboť arcibiskup z Mohuče byl podezřelým podněcovatelem vražedného spiknutí a hrabě z Waldecku čin vykonal.
Bernard a Jindřich vládli Brunšvickému knížectví po Fridrichově smrti společně; ve smlouvě z roku 1409 Bernard získal samostatnou vládu nad Brunšvickem. Po druhé smlouvě z roku 1428 ho vyměnil za Lüneburg.

## Manželství a potomci
V roce 1386 se Bernard oženil s Markétou, nejmladší dcerou Václava I. Saského. Měl s ní tři děti:
- Ota IV. Brunšvicko-Lüneburský (?–1446)
- Fridrich II. Brunšvicko-Lüneburský (1418–1478)
- Kateřina Brunšvicko-Lüneburská (?–1429)